# 江岸站 (平安北道)
江岸站（韓語：강안역）是朝鮮民主主義人民共和國平安北道新义州市的一個鐵路車站，属于江岸线。

## 历史
- 1911年11月1日，落成使用。

## 邻近车站
江岸线
新义州青年站 - 江岸站